# Csányoszró
Csányoszró ist eine ungarische Gemeinde im Kreis Sellye im Komitat Baranya. Die Gemeinde entstand 1934 durch der Zusammenschluss der Orte Kiscsány und Oszró.

## Geografische Lage
Csányoszró liegt 4 Kilometer östlich der Kreisstadt Sellye. Nachbargemeinden sind Besence und Nagycsány.

## Sehenswürdigkeiten
- Denkmal der Petőfi-Brigade (Petőfi Brigád emlékműve), erschaffen 1975 von Gyula Bocz
- Heimatmuseum (Tájház)
- Reformierte Kirche, erbaut 1812 im spätbarocken Stil
- Römisch-katholische Kapelle Jézus Szíve, erbaut 1950
- Sándor-Csikesz-Büste

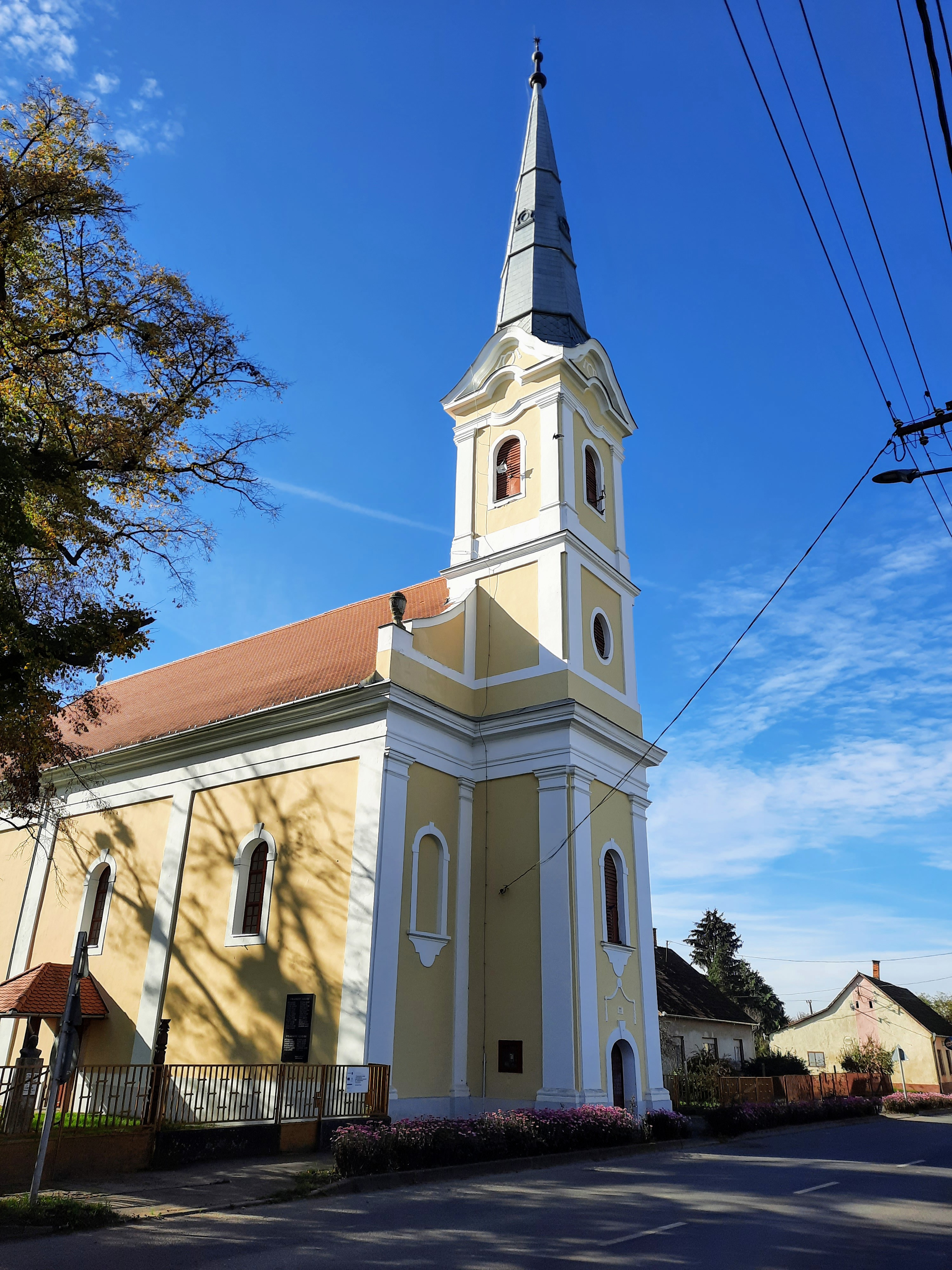
Reformierte Kirche
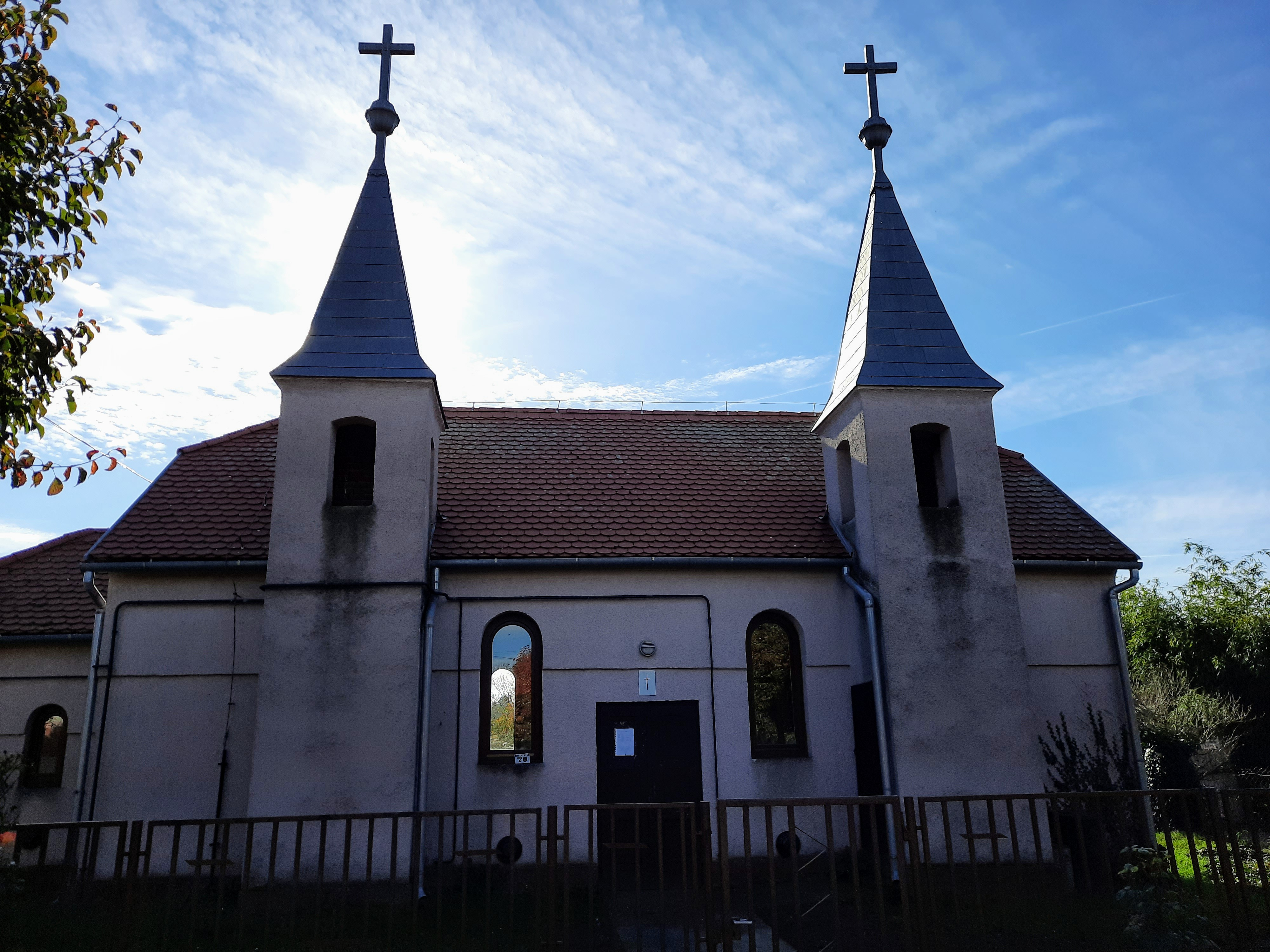
Römisch-katholische Kapelle Jézus Szíve
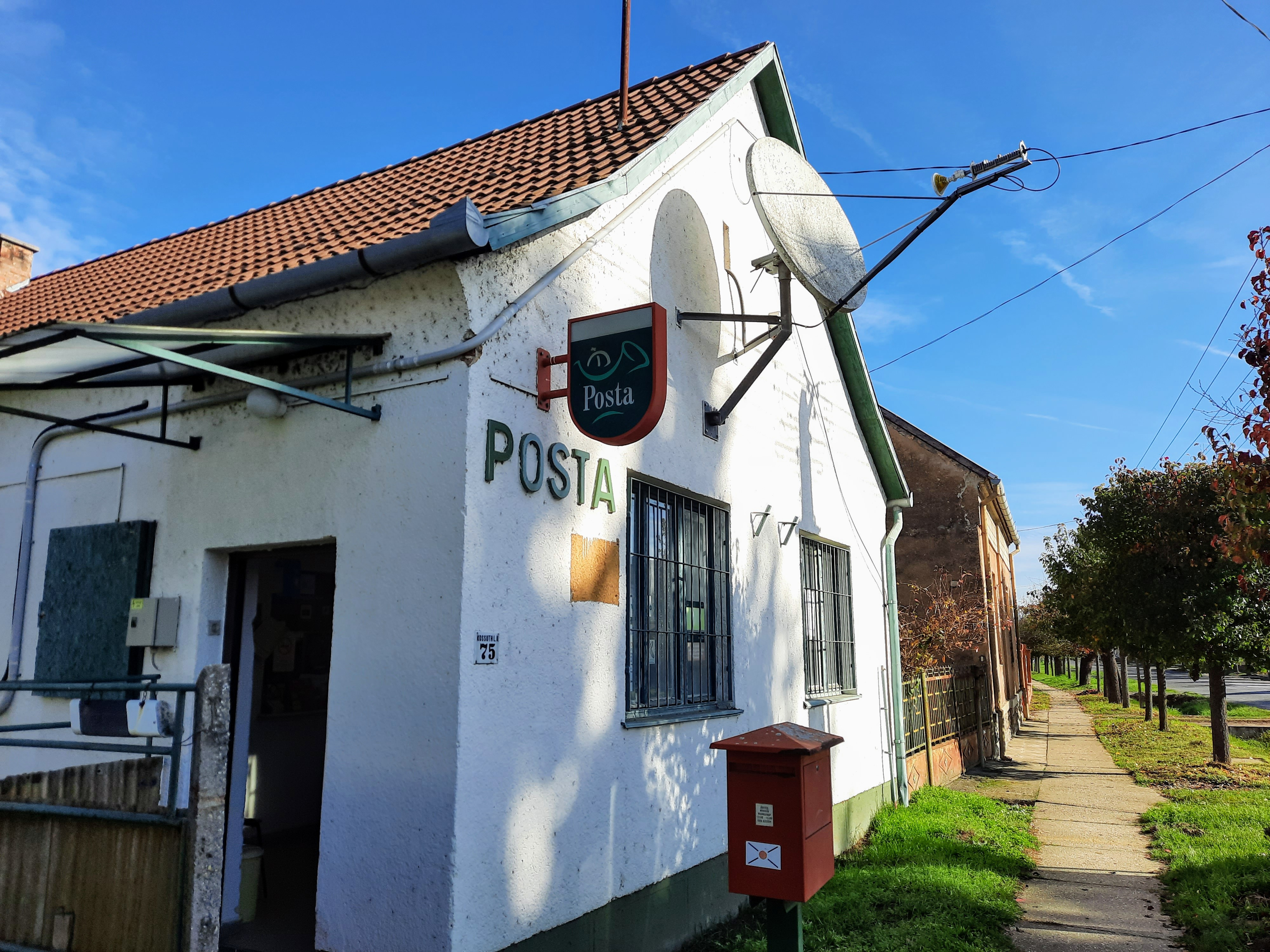
Postamt
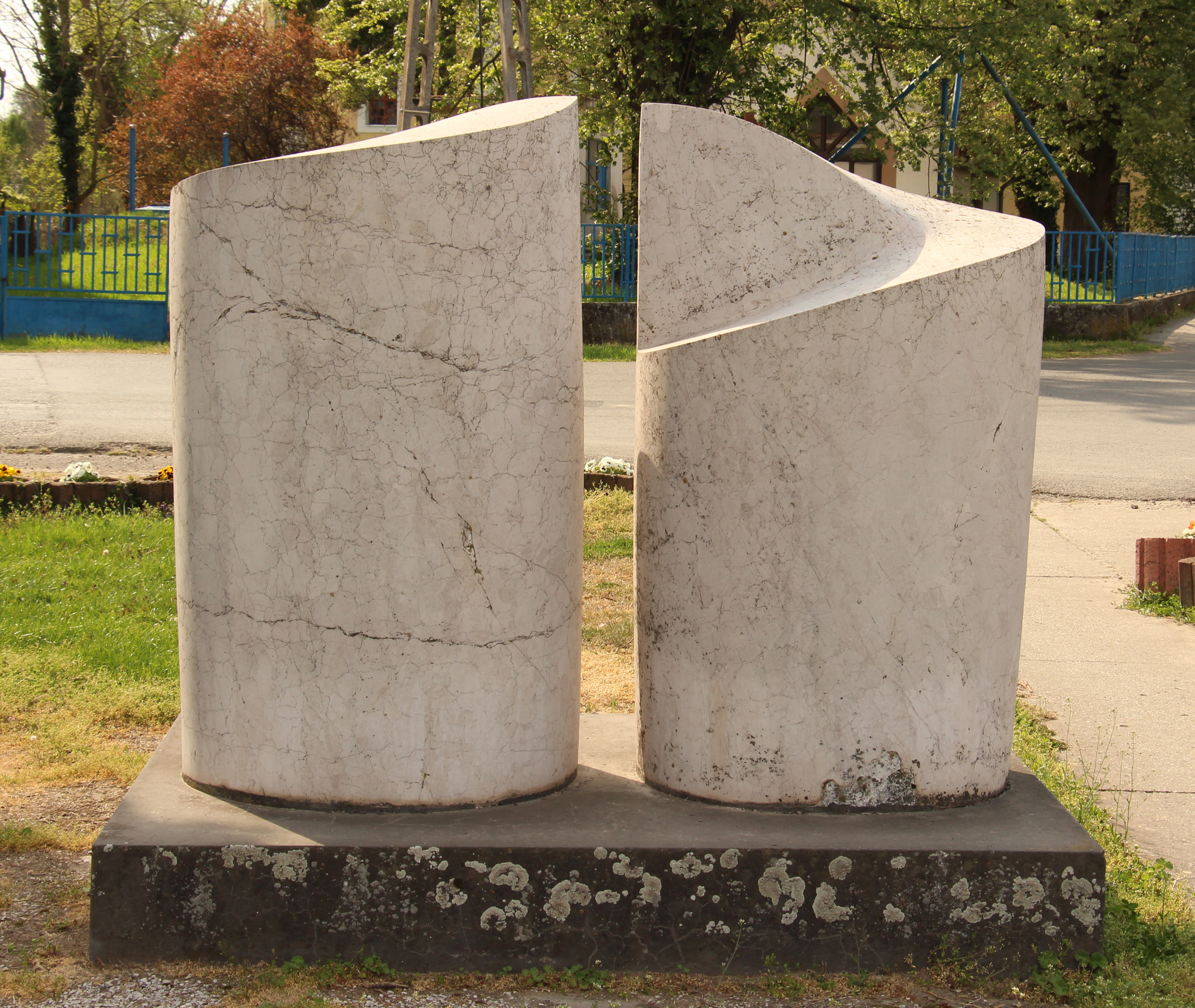
Denkmal der Petőfi-Brigade

## Verkehr
Durch Csányoszró verläuft die Landstraße Nr. 5804. Es bestehen Busverbindungen über Nagycsány nach Vajszló sowie nach Sellye, wo sich der nächstgelegene Bahnhof befindet.